# When Marnie Was There
When Marnie Was There (思い出のマーニー, Omoide no Mānī) is een Japanse anime-film uit 2014 onder regie van Hiromasa Yonebayashi, gebaseerd op het jeugdboek When Marnie Was There van de Britse schrijfster Joan G. Robinson. 

## Verhaal
De introverte Anna Sasaki woont bij haar pleegouders nadat ze op jonge leeftijd haar ouders verloren is. Haar pleegmoeder stuurt haar wegens gezondheidsredenen naar de familie Oiwa in een dorpje aan de zee ten noorden van Hokkaido. Anna ontdekt een groot verlaten huis in het midden van een moeras. Het huis zou volgens de dorpsbewoners al jaren onbewoond zijn maar het is daar dat Anna haar eerste vriendinnetje, de mysterieuze Marnie ontmoet.

## Stemverdeling
- Sara Takatsuki (高月彩良) als Anna Sasaki
- Kasumi Arimura (有村架純) als Mânî (Marnie)
- Hana Sugisaki (杉咲花) als Sayaka
- Hitomi Kuroki (黒木瞳) als Hisako
- Ryoko Moriyama (森山良子) als Roufujin
- Nanako Matsushima (松嶋菜々子) als Yoriko Sasaki
- Susumu Terajima (寺島進) als Kiyomasa Oiwa
- Toshie Negishi (根岸季衣) als Setsu Oiwa
- Kazuko Yoshiyuki (吉行和子) als Baaya
- Ken Yasuda (安田顕) als Toichi
- Yo Oizumi (大泉洋) als Yamashita Ishi
- Takuma Otoo (音尾琢真) als Chounaikai Yakuin
- Hiroyuki Morisaki (森崎博之) als Bijutsu Kyoushi